# Bruchophagus oxytropidis
Bruchophagus oxytropidis är en stekelart som beskrevs av Zerova 1978. Bruchophagus oxytropidis ingår i släktet Bruchophagus och familjen kragglanssteklar. Inga underarter finns listade.